# Unterseeboot 230
Le Unterseeboot 230 (ou U-230) est un sous-marin allemand (U-Boot) de type VII.C utilisé par la Kriegsmarine (marine de guerre allemande) pendant la Seconde Guerre mondiale

## Historique
Mis en service le 24 octobre 1942, l'Unterseeboot 230 reçoit sa formation de base à Kiel en Allemagne au sein de la 5. Unterseebootsflottille jusqu'au 31 janvier 1943, puis l'U-230 intègre sa formation de combat, d'abord à Brest en France avec la 9. Unterseebootsflottille, puis, à partir du 1er décembre 1943 dans la 29. Unterseebootsflottille à Toulon.
Il réalise sa première patrouille, quittant le port de Bergen le 11 février 1943 sous les ordres du Kapitänleutnant Paul Siegmann. Après 49 jours de mer et un palmarès d'un navire marchand coulé de 2 868 tonneaux, l'U-230 rejoint la base sous-marine de Brest qu'il atteint le 31 mars 1943.
L'Unterseeboot 230 a effectué huit patrouilles dans lesquelles il a coulé un navire marchand de 2 868 tonneaux et trois navires de guerre  pour un total de 3 585 tonneaux au cours de 258 jours en mer.
Sa huitième patrouille le fait quitter le port de Toulon le 17 août 1944 sous les ordres de l'Oberleutnant zur See Heinz-Eugen Eberbach. Après cinq jours en mer, l'U-230 s'échoue le 21 août 1944 dans la région méditerranéenne dans la rade de Toulon, en France, à la position géographique de 43° 07′ N, 6° 00′ E. Il est sabordé lors de l'invasion alliée de la France méridionale. Ce naufrage ne provoque pas de victime parmi les 50 membres d'équipage.

## Affectations successives
- 5. Unterseebootsflottille à Kiel du 24 octobre 1942 au 31 janvier 1943 (entrainement)
- 9. Unterseebootsflottille à Brest du 1er février au 22 novembre 1943 (service actif)
- 29. Unterseebootsflottille à Toulon du 1er décembre 1943 au 21 août 1944 (service actif)

## Commandement
- Kapitänleutnant Paul Siegmann du 24 octobre 1942 au 11 août 1944
- Oberleutnant zur See Heinz-Eugen Eberbach du 12 août au 21 août 1944

## Patrouilles
|       | Commandant                 | Départ           | Départ    | Arrivée          | Arrivée   | Jours     | Succès  |
| ----- | -------------------------- | ---------------- | --------- | ---------------- | --------- | --------- | ------- |
|       | Kptlt. Paul Siegmann       | 4 février 1943   | Kiel      | 9 février 1943   | Bergen    | 6 jours   |         |
| 1     | Kptlt. Paul Siegmann       | 11 février 1943  | Bergen    | 31 mars 1943     | Brest     | 49 jours  | 2 868   |
| 2     | Kptlt. Paul Siegmann       | 24 avril 1943    | Brest     | 24 mai 1943      | Brest     | 31 jours  |         |
| 3     | Kptlt. Paul Siegmann       | 5 juillet 1943   | Brest     | 8 septembre 1943 | Brest     | 66 jours  |         |
| 4     | Kptlt. Paul Siegmann       | 22 novembre 1943 | Brest     | 16 décembre 1943 | Toulon    | 25 jours  |         |
| 5     | Kptlt. Paul Siegmann       | 19 janvier 1944  | Toulon    | 24 février 1944  | La Spezia | 37 jours  | 3 250   |
|       | Kptlt. Paul Siegmann       | 6 avril 1944     | La Spezia | 9 avril 1944     | Toulon    | 4 jours   |         |
| 6     | Kptlt. Paul Siegmann       | 11 avril 1944    | Toulon    | 21 mai 1944      | La Spezia | 41 jours  | 335     |
| 7     | Kptlt. Paul Siegmann       | 27 juin 1944     | La Spezia | 30 juin 1944     | Toulon    | 4 jours   |         |
| 8     | Oblt. Heinz-Eugen Eberbach | 17 août 1944     | Toulon    | 21 août 1944     | Coulé     | 5 jours   |         |
| Total | Total                      | Total            | Total     | Total            | Total     | 258 jours | 6 453 t |

Note : Oblt. = Oberleutnant zur See - Kptlt. = Kapitänleutnant 

### Opérations Wolfpack
L'U-230 a opéré avec les Wolfpacks (meute de loups) durant sa carrière opérationnelle:
1. Burggraf (24 février 1943 - 5 mars 1943)
2. Westmark (6 mars 1943 - 11 mars 1943)
3. Drossel (29 avril 1943 - 15 mai 1943)

## Navires coulés
L'Unterseeboot 230 a coulé un navire marchand de 2 868 tonneaux et trois navires de guerre pour un total de 3 585 tonneaux au cours des huit patrouilles (258 jours en mer) qu'il effectua.
| Date            | Navire      | Pavillon    | Tonnage | Fait  |
| --------------- | ----------- | ----------- | ------- | ----- |
| 7 mars 1943     | Egyptian    | Royaume-Uni | 2 868   | Coulé |
| 24 juillet 1943 | HMS LST-418 | Royaume-Uni | 1 625   | Coulé |
| 24 juillet 1943 | HMS LST-418 | Royaume-Uni | 1 625   | Coulé |
| 9 mai 1944      | USS PC-558  | USA         | 335     | Coulé |

### Référence
1. ↑  http://uboat.net/boats/successes/u230/html

### Source
- (en) Cet article est partiellement ou en totalité issu de l’article de Wikipédia en anglais intitulé « German submarine U-230 » (voir la liste des auteurs).